# La cieca di Sorrento (romanzo)
La cieca di Sorrento è un romanzo scritto da Francesco Mastriani nel 1852, da cui è stato tratto il film omonimo nel 1934. Altri film sono stati girati nel 1916, nel 1952, nel 1953, nel 1963.

## Trama
Un aspirante dottore il cui padre è stato giustiziato perché accusato di aver ucciso una nobildonna, per mantenersi, lavora presso un notaio. Durante il suo lavoro scopre però che il delitto è stato commissionato proprio dal suo datore di lavoro.

## Trasposizioni cinematografiche
- La cieca di Sorrento (film 1934)
- Prigionieri delle tenebre
- La cieca di Sorrento (film 1953)
- La cieca di Sorrento (film 1963)